# Dudleya abramsii
Dudleya abramsii är en fetbladsväxtart som beskrevs av Joseph Nelson Rose. Dudleya abramsii ingår i släktet Dudleya och familjen fetbladsväxter.

## Underarter
Arten delas in i följande underarter:
- D. a. abramsii
- D. a. affinis
- D. a. bettinae
- D. a. costatifolia
- D. a. murina
- D. a. parva
- D. a. setchellii